# Glover Quin
(en) Statistiques sur pro-football-reference
Glover Freeman Quin Jr., né le 15 janvier 1986 à McComb, Mississippi, est un joueur professionnel américain de football américain qui évoluait au poste de free safety.
Au niveau universitaire, il a joué pour les Lobos de l'université du Nouveau-Mexique entre 2006 et 2008 au sein de la NCAA Division I Football Bowl Subdivision.
Au niveau professionnel, il a joué pour les franchises des Texans de Houston (2009-2009) et des Lions de Détroit (2013-2018).
Il est sélectionné pour le Pro Bowl 2015 au terme de la saison 2014 ainsi que dans la deuxième équipe All-Pro 2014. Il a été le premier au nombre d'interceptions sur la saison 2014 de la NFL et désigné meilleur joueur défensif AFC de la 12e semaine en 2010.
En NFL, il totalise 737 plaquages dont 580 en solo, 4 sacks, 85 passes déviées, 10 fumbles forcés, 24 interceptions et 2 touchdowns défensifs en 159 matchs (dont 156 en tant que titulaire) répartis sur 10 saisons. Il a participé à 6919 snaps en défense et 530 en équipes spéciales.
Il annonce prendre sa retraite de la NFL le 9 juillet 2019.